# Most Raftsundet
Most Raftsundet, (norsky) Raftsundbrua, byl otevřen pro veřejnost 6. listopadu 1998 a přes úžinu Raftsundet spojuje lofotský ostrov Austvågøya s jižní částí ostrova Hinnøya, který přiléhá k norské pevnině v kraji Nordland. Most je součástí evropské silnice E10 vedoucí napříč lofotskými ostrovy a nahradil tak zde používanou lodní dopravu.

## Charakteristika mostu a způsob výstavby
Most má čtyři pole o rozpětí 86, 202, 298 a 125 m, betonované technologií letmé betonáže. Ve výšce 45 m ho podpírají tři, uprostřed vertikálně dělené, štíhlé pilíře, které byly betonovány za pomoci samošplhacího bednění. Na střední část (224 m) komorového nosníku hlavního pole o rozpětí 298 m byl použit čerpaný vysokohodnotný lehký beton LC 60 (s 28denní pevností 60 MPa). Zbytek konstrukce a pilíře byly zhotoveny z betonu C 65.
Z technického hlediska to byl první most v Norsku, při jehož výstavbě byl použit, na letmou betonáž části nosné konstrukce, čerpaný vysokohodnostný lehký beton. Za tím účelem musela být v laboratořích dodavatele i v nezávislé zkušební laboratoři Narvik Technical High School v Narviku, provedena řada zkoušek, která prokázala vhodnost vyrobeného vysokohodnotného lehkého betonu k čerpání.